# José Almir Claudino Sales
José Almir Claudino Sales (Novo Oriente, 4 de agosto de 1952) é advogado e político brasileiro. Foi o prefeito da cidade de Crateús entre 2005 e 2008.
É sobrinho do ex-deputado federal Gonçalo Claudino Sales.
Concluiu a faculdade de Direito na Universidade Federal do Ceará em 1977, e desde então, reside e advoga em Crateús. Iniciou sua militância política em 1986, lançando-se candidato a prefeito em 1988. Como advogado, fundou e presidiu a Ordem dos Advogados do Brasil em Crateús, da qual foi presidente por dois mandatos.
Em 2004, candidatou-se à prefeito do município de Crateús pelo Partido do Movimento Democrático Brasileiro. Venceu, porém em segundo turno, derrotando Carlos Felipe Saraiva Bezerra, candidato pelo Partido da Social Democracia Brasileira.
Após três anos de mandato, em 17 de junho de 2008, foi afastado do cargo por decisão judicial. Em 10 de junho daquele ano, o Ministério Público Estadual, representado pelos procuradores de justiça Gustavo Henrique Cantanhede Morgado e José Arteiro Soares Goiano, ajuizaram uma ação civil pública pedindo seu afastamento por improbidade administrativa. Criação de cargos comissionados sem atribuições, nomeação de parentes do prefeito para cargos de confiança e pagamento indevido de horas extras e ajuda de custo estavam entre os ilícitos apontados. O pedido foi acatado pelo juiz Lúcio Alves Cavalcante, que determinou seu afastamento em 18 de junho. Assumiu o governo o então vice-prefeito Antônio Luiz Benevides Sales.
Foram afastados dos cargos, além do prefeito, o Chefe do Núcleo de Gestão Pessoal e Modernização Administrativa de Crateús, Jefferson Azevedo de Sousa, o secretário de Gestão Administrativa, Francisco Duarte Mourão, e o chefe de gabinete do prefeito, José Wanks França Soares. Eles constam da ação como responsáveis por se beneficiar ou permitir a prática de ilícitos na administração municipal, assim como também a esposa de José Almir, Francisca (Francineide) Bonfim Sales. Em 12 de dezembro de 2007, o Ministério Público tomou conhecimento de que ela fora nomeada por seu esposo para o cargo comissionado de chefe da Casa Civil, apesar de ter sido afastada liminarmente por decisão da Primeira Vara da Comarca de Crateús, que identificou a prática de nepotismo.